# Fódla
Fódla (też: Fótla, Fódhla lub Fóla) – w mitologii celtyckiej córka Fiachny, była jedną z bogiń-patronek Irlandii. Ona i jej dwie siostry - Banba oraz Ériu, pod wodzą króla Amergina, były pierwszymi osadniczkami w Irlandii. Od jej imienia pochodzi niekiedy używane literackie określenie Irlandii - Fodhla.
Trałowiec LÉ Fola (CM12) Irlandzkiej Marynarki Wojennej został nazwany jej imieniem.